# Kalmar centralstation
Kalmar centralstation är en järnvägsstation i Kalmar i Kalmar län i östra Småland. Stationen är Kalmar tätorts enda järnvägsstation och utgör navet för tågtrafiken i Kalmar län.

## Trafik
Stationen trafikeras av Öresundståg till Köpenhamn, SJ till Göteborg samt Krösatågen till Emmaboda och Linköping. 

## Kapacitet
Järnvägsstationen är en säckstation det vill säga samtliga tåg vänder när de ankommer stationen. Stationen har två plattformar. En av dessa, vid spår 1, har direkt anknytning i samma plan till Kalmar länstrafiks bussterminal som är placerad bredvid Kalmar C. Stationen har tre tågspår där spår 1 och 2 delas upp i A och B, totalt fem avgångsspår för resande. Vid sidan om avgångsspåren finns en mindre rangerbangård med manuella klotväxlar för uppställning av tåg och rundgång av lok. En bit utanför stationen fast inom samma driftplats finns två godsbangårdar - Kalmar södra respektive norra. Stationens ställverk manövreras av en fjärrtågklarerare i Malmö.

## Stationshuset
Stationshuset inrymmer väntsal, kundservice för tåg-och bussresenärer, restaurang samt informationstavla. Stationshusets äldsta del är den västra och lägre delen, byggt år 1874 enligt Hjalmar Kumliens ritningar. Stationshuset byggdes till 1910 i en högre östlig del. Båda delarna av stationshuset är målade i ljusgult.

## Framtid
En diskussion har pågått sedan 2017 om att stationen bör flyttas norrut till Kalmars godsbangård. Detta eftersom sträckan mellan godsbangården och centralstationen har tre plankorsningar. Kalmar kommun har även planer på ett hotell nära stationen.

## Galleri

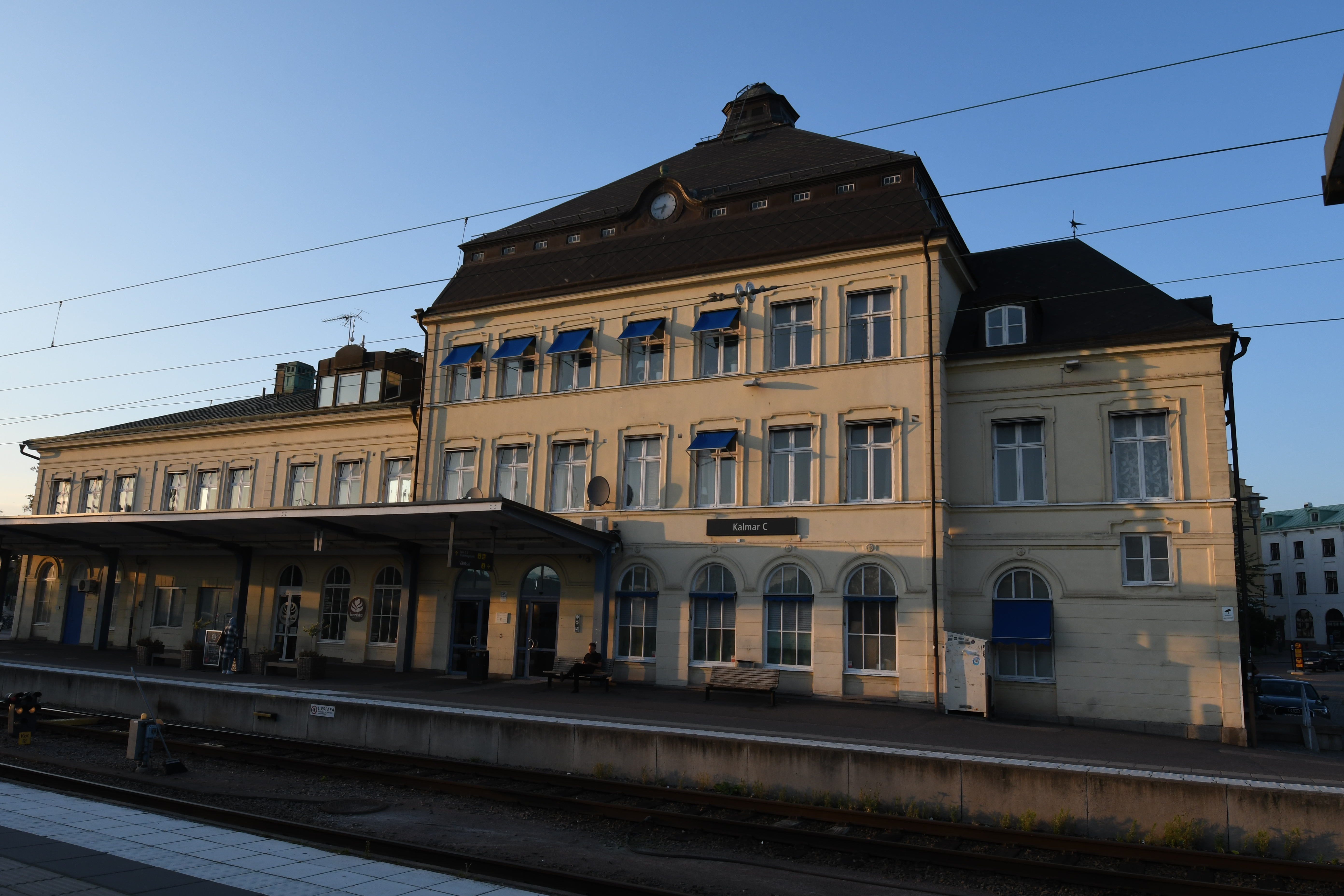
Stationshusets baksida
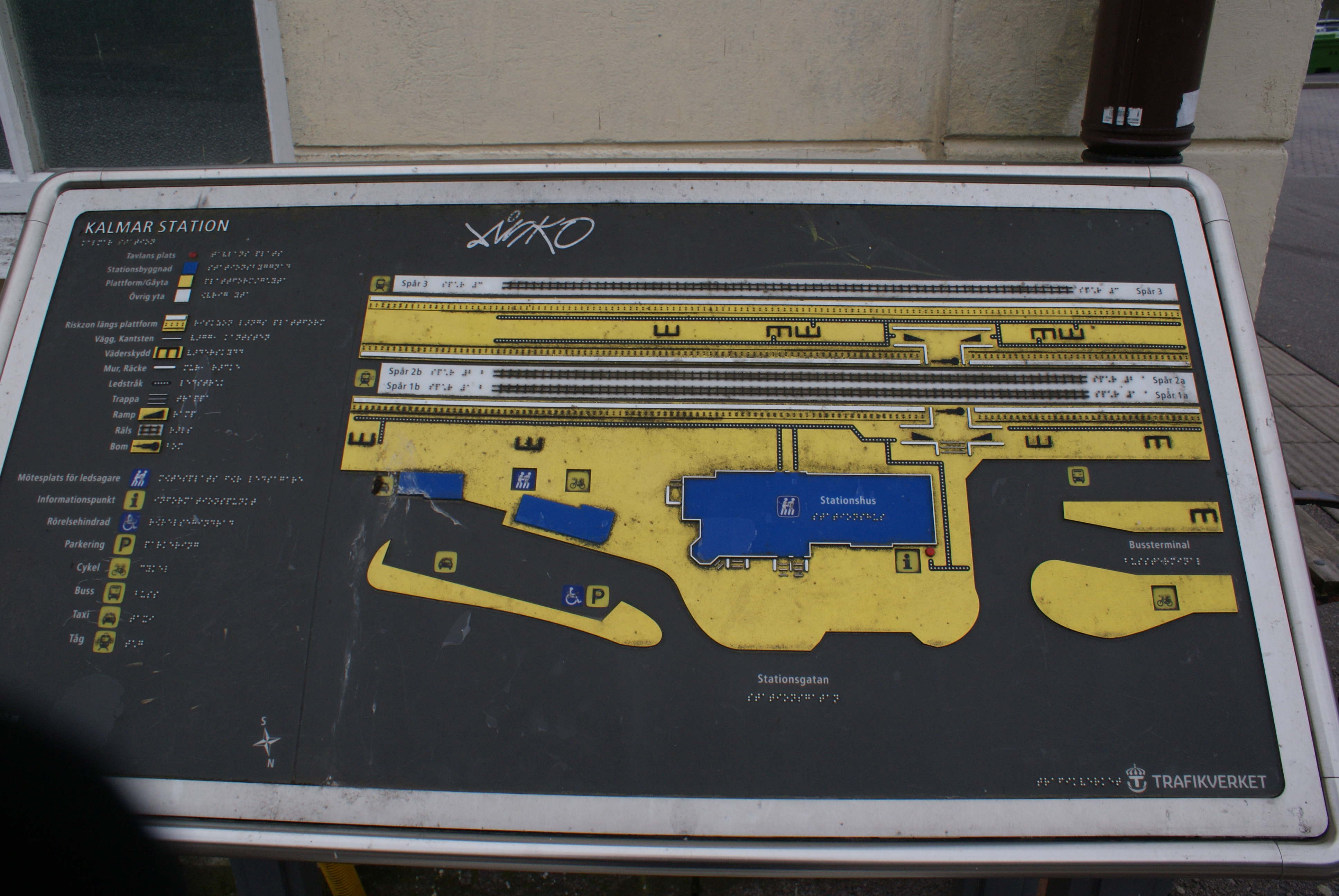
Karta över stationen
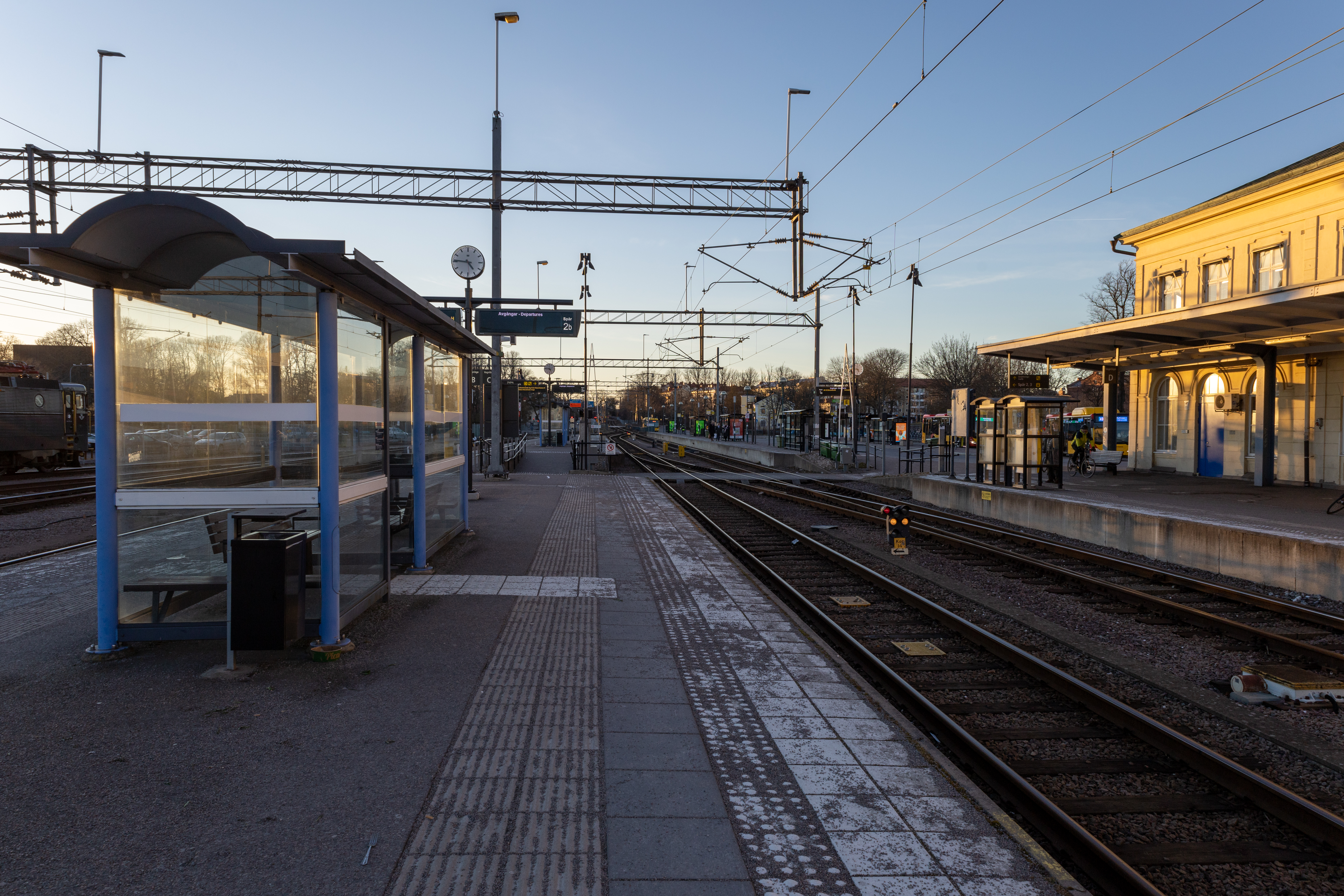
Stationens bangård
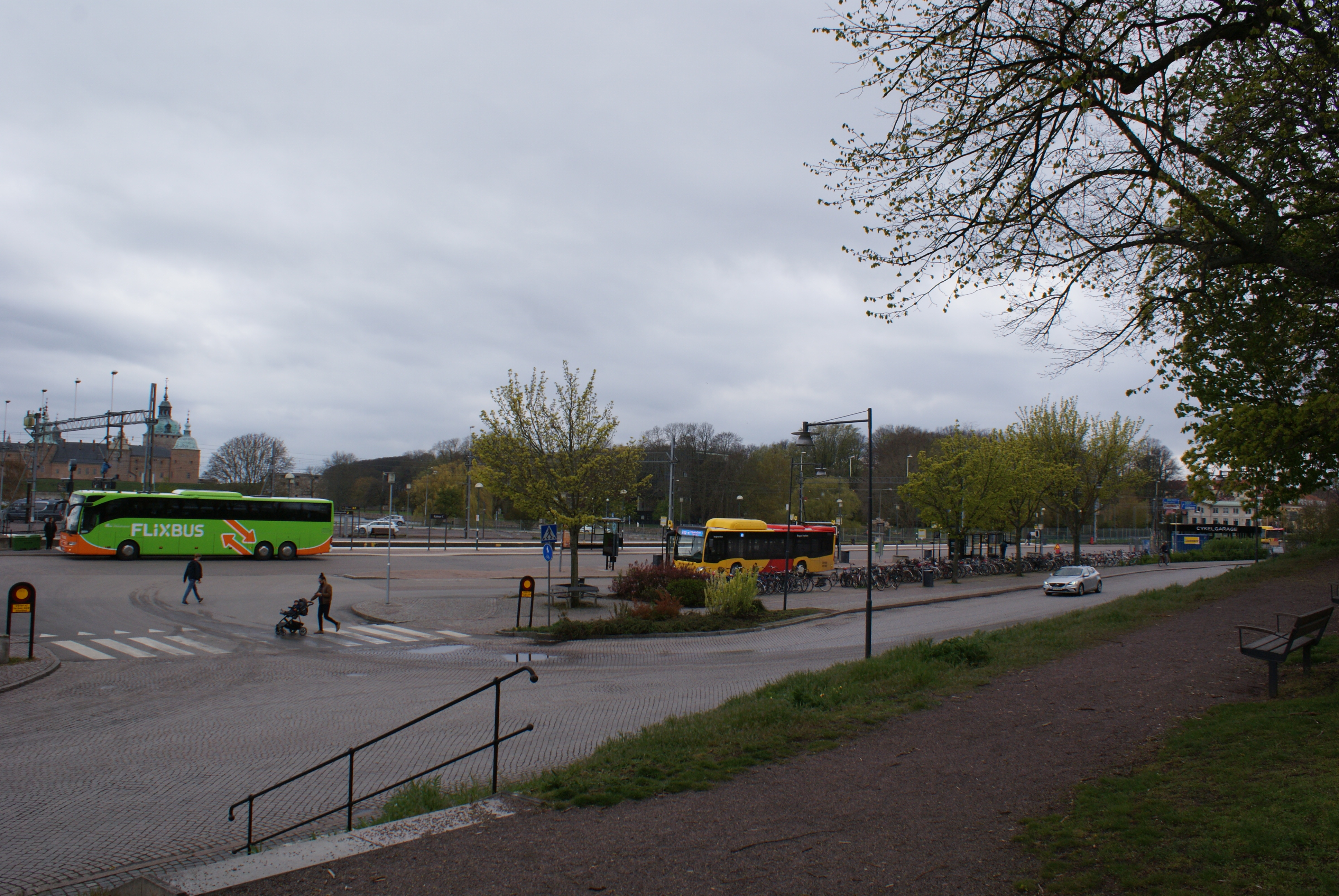
Bussterminalen vid Kalmar centralstation